# Мальта на «Евровидении-1999»
Мальта участвовала в сорок четвёртом выпуске телевизионного конкурса Евровидение-1999, который состоялся 29 мая в Иерусалиме, Израиль. Страну представляла женская поп-группа Times 3 с песней Believe 'n peace ("Вера и мир"), написанной бывшими представителями Мальты на Евровидение-1994 супругами Кристофером Шиклуна и Мойрой Стафраче (Крис и Мойра). По итогам голосования Times 3 заняли 15-е место, набрав 32 очка. Несмотря на столь средний результат, страну допустили к участию на Евровидение-2000 из-за высокого среднего балла за предыдущие пять конкурсов. Таким образом, Believe 'n peace стала предшественницей мальтийской заявки 2000 года Desire в исполнении Клодетт Пейс. Конкурс был показан PBS на канале TVM с комментариями Карло Бонничи. Глашатаем, объявлявшим очки мальтийских телезрителей, была Нирвана Аццопади.

## Предыстория
К моменту своего участия на конкурсе 1999 года Мальта одиннадцать раз участвовала на Евровидение, начиная с 1971 года. Самым лучшим результатом для страны было третье место, которое они зафиксировали дважды: в 1992 году с песней Little Child в исполнении Мэри Спитери и в 1998 году с песней The One That I Love в исполнении Кьяры Сиракуза. Самым худшим результатом для Мальты было последнее место, которое они также зафиксировали дважды: в 1971 и 1972 годах. С 1976 по 1990 годы из-за плохих результатов на Евровидение страна не участвовала в конкурсе. Лишь с 1991 года, когда Мальта возобновила своё участие, страна всегда оказывалась в десятке лучших.

## До «Евровидения»

### Malta Song for Europe 1999
С 1971 года мальтийская телекомпания PBS проводит традиционный национальный финал Malta Song for Europe (мальтийск. Festival tal-Kanzunetta Maltija għall-Ewropa) для выбора артиста и песни на Евровидение. Начиная с 1994 года все песни, звучавшие на Malta Song for Europe, исполнялись исключительно на английском языке. Malta Song for Europe 1999 состоялся 19-20 февраля 1999 года в средиземноморском Конференц-центре в Валлетте. Ведущими были Мариелла Скерри и Джозеф Четкути. Шестнадцать песен было представлено, а победитель определялся голосами экспертной группы жюри, состоявшей из семи человек. Среди них была ведущая словенского отбора EMA 1999 Мойка Мавец. Среди конкурсантов Malta Song for Europe 1999 были прошлые и будущие представители Мальты на Евровидение. Так, Джорджина Абела и Пол Джордимайна уже представляли страну на Евровидение-1991. Клодетт Пейс, Фабрицио Фаниелло и Оливия Льюис будут представлять страну на Евровидение в 2000, 2001, 2006 и 2007 годах соответственно.
| Порядковый номер | Исполнитель              | Название песни         | Автор(ы)                                | Очки | Место |
| ---------------- | ------------------------ | ---------------------- | --------------------------------------- | ---- | ----- |
| 1                | Александр Шембри         | Night Has Fallen       | Санни Акилина, Джейсон Пол Кассар       | 74   | 6     |
| 2                | Лоуренс Грей             | The Right Time         | Филипп Велла, Пол Абела                 | 114  | 2     |
| 3                | Фабрицио Фаниелло        | Thankful for Your Love | Альфред С. Сент, Рэй Агьюс              | 71   | 8     |
| 4                | Тарцисио Барбара         | Takes Me Higher        | Альфред С. Сент, Тарцисио Барбара       | 23   | 16    |
| 5                | Клодетт Пейс             | Breathless             | Джерард Джеймс Борг, Филипп Велла       | 75   | 5     |
| 6                | Надин Аксиза и Рита Пейс | Hold My Hand           | Рита Пейс, Марика Аксиза                | 25   | 15    |
| 7                | Элисон Эллул             | Give Me Love           | Дорис Четкути, Эугенио Шембри           | 33   | 14    |
| 8                | Джорджина Абела          | Who Will Be There      | Джорджина Абела, Пол Абела              | 79   | 3     |
| 9                | Оливия Льюис             | Autumn of My Love      | Дорис Четкути, Марк Дебоно              | 73   | 7     |
| 10               | Шарлен и Наташа Грима    | Look Into My Eyes      | Наташа Грима, Шарлен Грима              | 68   | 9     |
| 11               | Times 3                  | Believe 'n peace       | Кристофер Шиклуна, Мойра Стафраче       | 119  | 1     |
| 12               | Марк Тонна               | Heartbeat              | Дорис Четкути, Марк Дебоно              | 52   | 11    |
| 13               | Леонтин                  | You're the Reason      | Джулиан Фарруджиа, Ренато Бриффа        | 77   | 4     |
| 14               | Марвик Льюис             | It Is You              | Дорис Четкути, Эугенио Шембри           | 42   | 13    |
| 15               | Пол Джордимайна          | I Believe Again        | Флёр Балцан, Пол Джордимайна            | 45   | 12    |
| 16               | Джо Мицци                | Love Will Find the Way | Роберто Лонго, Джино Майклиф, Джо Мицци | 54   | 10    |

## На «Евровидении»
В 1997 году Европейский вещательный союз ввёл новые правила относительно квалификации стран-участниц. Согласно им, к участию допускались страна-победительница предыдущего конкурса, страны, имевшие самый высокий средний балл за предыдущие пять лет и те страны, которые не участвовали в предыдущем конкурсе, но транслировали его. Поскольку Мальта имела средний балл 94,4, то её допустили к участию. В ноябре 1998 года была проведена жеребьёвка, и группа Times 3 выступала под номером 20, между Израилем и Германией. Участницы группы были одетые в облегающие платья сизого цвета, а на бэк-вокале присутствовали авторы их песни Крис и Мойра. По итогам голосования Times 3 заняли 15-е место, набрав 32 очка. Несмотря на столь средний результат, страну допустили к участию на Евровидение-2000 из-за высокого среднего балла за предыдущие пять конкурсов. В том же 1997 году ЕВС ввёл использование телеголосования для пяти стран. С 1998 года к телеголосованию подключились остальные страны. 12 очков мальтийские телезрители присудили стране-победительнице Швеции. 

### Голосование
| Очки      | Страна                            |
| --------- | --------------------------------- |
| 12 баллов |                                   |
| 10 баллов |                                   |
| 8 баллов  |                                   |
| 7 баллов  | - Австрия - Босния и Герцеговина  |
| 6 баллов  | - Великобритания - Хорватия       |
| 5 баллов  |                                   |
| 4 балла   |                                   |
| 3 балла   | - Кипр                            |
| 2 балла   |                                   |
| 1 балл    | - Германия - Португалия - Эстония |

| Очки      | Страна         |
| --------- | -------------- |
| 12 баллов | Швеция         |
| 10 баллов | Исландия       |
| 8 баллов  | Великобритания |
| 7 баллов  | Эстония        |
| 6 баллов  | Израиль        |
| 5 баллов  | Хорватия       |
| 4 балла   | Дания          |
| 3 балла   | Германия       |
| 2 балла   | Нидерланды     |
| 1 балл    | Литва          |